# Хто я? (фільм, 1998)
Хто я? (кит.: трад. 我是誰, спрощ. 我是谁, англ. Who am I?) — гонконзький фільм з Джекі Чаном, що вийшов в 1998 році. Це був останній спільний фільм Джекі з Golden Harvest.

## Сюжет фільму
На Землю впав метеорит, шматок такого метеора настільки потужний що може забезпечувати енергією декілька міст одразу. Герой фільму — Джекі Чан, елітний спецсолдат. Його та ще 11 таких вояків викликають на місію, вони повинні захопити вчених, що досліджували метеорит.
Після виконання місії вертоліт, що перевозив спецпідрозділ, розбивається в Африці. З пасажирів вижив тільки Джекі. Але після падіння з висоти він втрачає пам'ять. Жителі Африки пригріли Чана, як свого брата, герой вживається в плем'я і вивчає їхню мову. В одну ніч через поселення в якому живе Джекі, проходить авторалі і він збирається вирушити навздогін, щоб отримати інформацію про себе.
Герой зустрічає дівчину, яка допомагає йому згадати минуле. Коли голова операції, що спланував аварію вертольота дізнається, що Джекі вижив, він кидає всі сили на знищення свідка.

## Місце знімання
Для першої частини фільму Джекі та його команда вирушила в центральну Африку і вжилась в справжнє африканське плем'я.
Другу частину фільму знімали в нідерландському Роттердамі. Фільмування проводили на 22-поверховому офісному будинку.

## В ролях
- Джекі Чан — Хто я
- Мішель Ферре — Крістін
- Мірай Ямамото — Юкі
- Рон Смерчзак — Морган
- Ед Нельсон — генерал Шерман
- Глорія Саймон — охоронець ЦРУ
- Фред ван Дітмарч — Армієць
- Фрітз Кроменхоек — Армієць
- Дік Ріенстра — Армієць
- Ріналдо ван Омерен — Армієць
- Пім Ден — морп'єха
- Джеремі Флемінг — морп'єха
- Нел Бергер — секретар
- Дік Брінксма — Офіцер охорони безпеки

## Цікаві факти

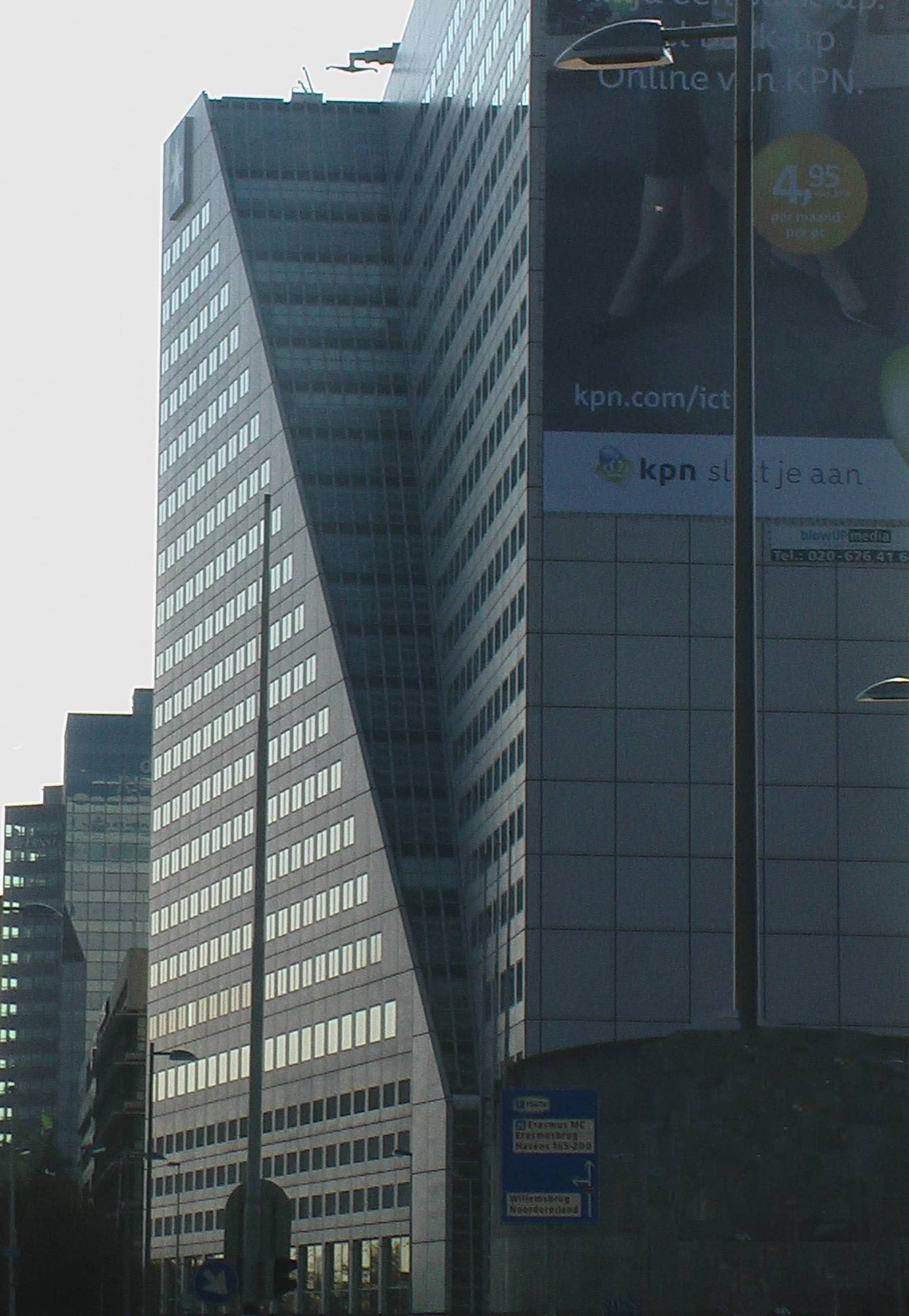
Віллемсверф Білдінг

- Актриса Мішель Ферре була прийнята у фільм випадково, Джекі взяв її після того, як вона брала в нього інтерв'ю перед зніманням фільму. Головна професія Мішель — журналістика.
- В Німеччині фільм вийшов під назвою «Джекі Чан — Ніхто», у Чехії — «Безіменний месник», в Угорщині  - «Загублений поліцейський» , в Італії -  «Без імені та правил» [3].
- Фільм знімався з лютого по березень 1997 року.
- В цьому фільмі найдовша і найвидовищніша сцена на автомобілях з усіх фільмів Джекі Чана. Для знімання цієї сцени використали новітнїй на той час автомобіль Mitsubishi Lancer Evolution IV.
- Номер готелю Джекі 1954, це рік народження актора.
- Фінальну сцену бійки знімали на Віллемсверф Білдінг, щойнозбудованому тоді хмарочосі.
- Американська версія фільму випущену в США на DVD, була обрізана і зменшилась на 9 хвилин.
- Фільм зібрав 38 852 845 гонконзьких доларів в Гонконгу під час показу та став одним з найкасовіших у світі, зібравши понад 55 млн. доларів  США.
- Фрази кіногероя Джекі Чана "Не знаю!" та "Ти розумієш те, що я кажу?"  стали культовими[4].

## Номінації та нагороди
- Переможець: Найкраща Хореографія Дії (Джекі Чан);
- Номінація: Найкращий Актор (Джекі Чан);
- Номінація: Найкращий Фільм, Редагування (Пітер Ченг, Чін Вай Яу);
- Номінація: Найкраща Картина (Барбі Танг) (виконавчий продюсер);
- Номінація: Найкращий Звуковий Проєкт[5][6].